# Mazda CX-8
Le CX-8 est un SUV compact produit par le constructeur automobile japonais Mazda depuis fin 2017.

## Présentation
Le CX-8 est dévoilé le 26 juillet 2017 avant sa présentation officielle en septembre.

## Caractéristiques techniques
C'est un SUV compact SUV à six ou sept places basé sur le Mazda CX-5, il est réservé aux marchés japonais, australien, malaisien et chinois.